# IPad Mini (1-го покоління)
IPad Mini першого покоління (стилізувався і продавався як iPad mini) — це міні-планшетний комп'ютер, розроблений Apple Inc. Він був представлений 23 жовтня 2012 року як четвертий з основних продуктів у лінійці iPad і перший в лінійці iPad Mini, який має зменшений розмір екрану до 7.9 дюймів, на відміну від стандартних 9.7 дюймів. Він має технічні характеристики, подібні до iPad 2, включаючи роздільну здатність екрана.
IPad Mini першого покоління отримав позитивні відгуки: рецензенти високо оцінили розмір пристрою, дизайн та доступність додатків, одночасно критикуючи використання власного роз'єму живлення, відсутність можливості розширити пам'ять, недостатньо потужний чіп Apple A5 з 512 МБ оперативної пам'яті та відсутність Retina-дисплею.

## Історія
16 жовтня 2012 року Apple оголосила захід, запланований на 23 жовтня в Каліфорнійському театрі в Сан-Хосе, штат Каліфорнія. Компанія не повідомляла тему події, але очікувалося, що це буде iPad Mini. У день події генеральний директор Apple Тім Кук представив нову версію сімейства MacBook та нові покоління MacBook Pro, Mac Mini та iMac перед iPad mini та iPad четвертого покоління.

Планшет з'явився у магазинах 2 листопада 2012 року. У США ціна стартувала з 329 доларів для моделі 16 ГБ; у Великій Британії 269 фунтів стерлінгів для моделі 16 ГБ, 349 фунтів стерлінгів для моделі 32 ГБ і 429 фунтів стерлінгів для моделі 64 ГБ. Подібні ціни були зроблені майже на всіх ринках, де була присутня Apple. 32та 64 ГБ були вилучені з магазинів з випуском наступника iPad Mini 2 22 жовтня 2013 року. Після майже 3 років, 19 червня 2015 року решта планшетів з 16 ГБ пам'яті також була вилучена. Окрім того, що його більше не продають у магазинах, iPad mini більше не отримує оновлень програмного забезпечення та не підтримується Apple.

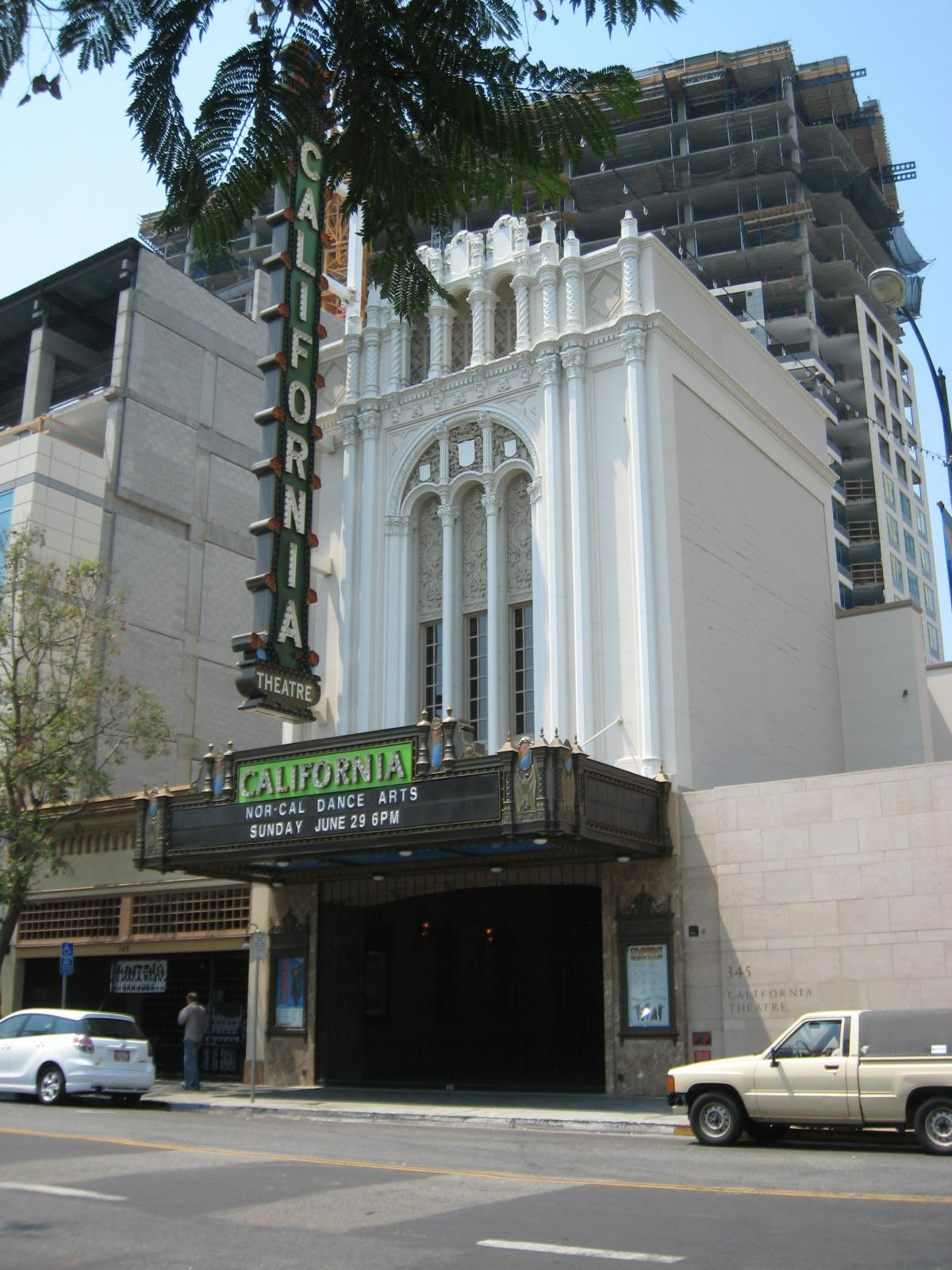
Каліфорнійський театр; місце, де було презентовано iPad Mini 23 жовтня 2012.
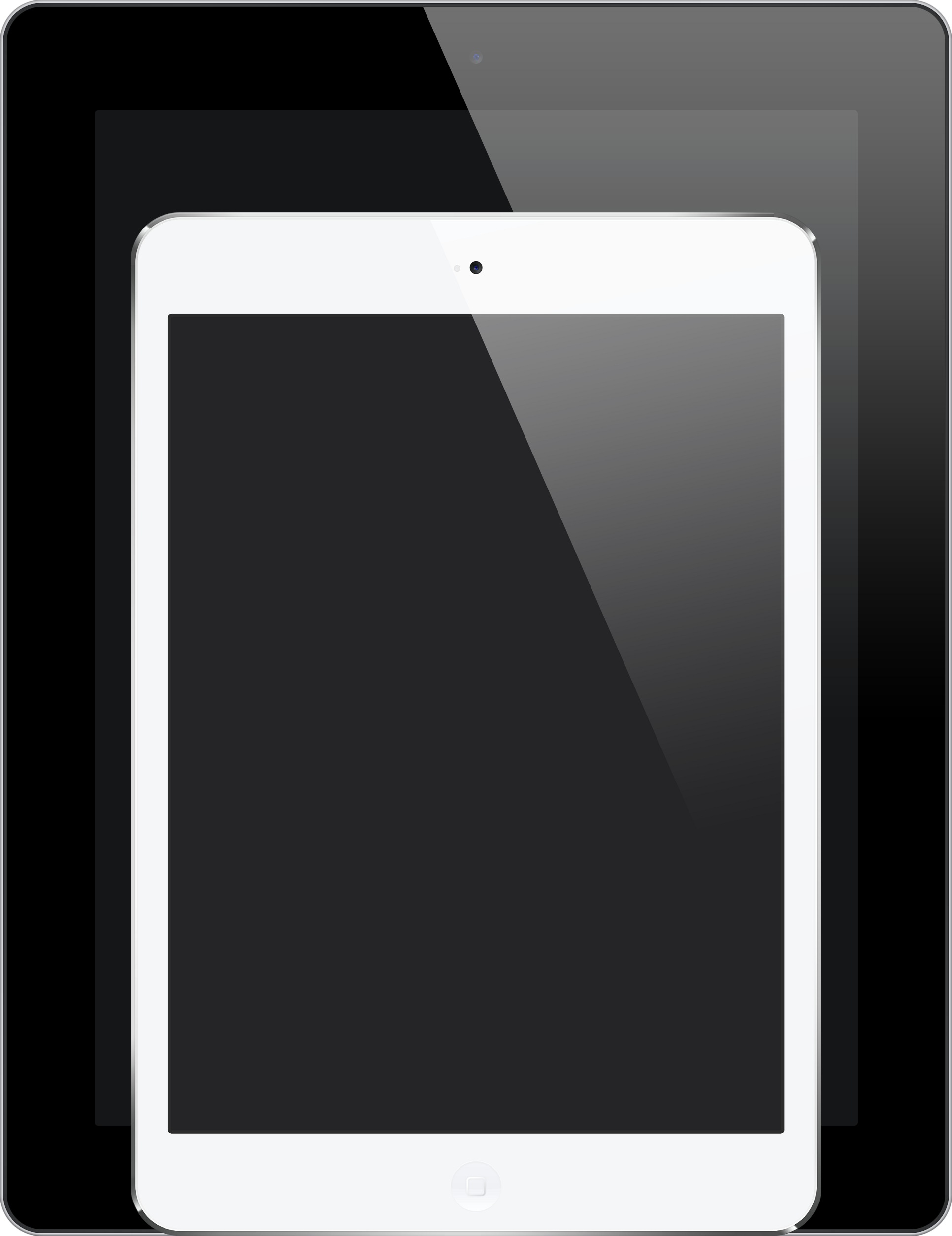
Порівняння розмірів iPad Mini та iPad 3го/4го поколінь.

## Можливості

### Програмне забезпечення
IPad Mini постачався з iOS 6.0. Він міг виступати в якості точки доступу з деякими операторами стільникового зв'язку, розділяючи його підключення до Інтернету через Wi-Fi, Bluetooth або USB,, а також отримати доступ до App Store — платформи цифрової дистриб'юції, яка розроблена і підтримується Apple. Послуга дозволяє користувачам переглядати та завантажувати програми з магазину iTunes, розроблені за допомогою Xcode та iOS SDK та опубліковані через Apple. З App Store доступні програми GarageBand, iMovie, iPhoto та iWork (Pages, Keynote та Numbers). Наразі найновішими версіями є iOS 9.3.6 (для моделей Wi-Fi + стільниковий) та iOS 9.3.5 (лише для моделей Wi-Fi)
IPad Mini постачався з декількома попередньо встановленими програмами, включаючи Siri, Safari, Mail, Photos, Video, Music, iTunes, App Store, Maps, Notes, Calendar, Game Center, Photo Booth та Contacts. Як і всі пристрої iOS, iPad може синхронізувати контент та інші дані з Mac або ПК за допомогою iTunes, хоча iOS 5 і новіших версій можна керувати та створювати резервні копії за допомогою iCloud. Хоча планшет не призначений для здійснення телефонних дзвінків через стільникову мережу, користувачі можуть використовувати гарнітуру або вбудований динамік та мікрофон та здійснювати телефонні дзвінки через Wi-Fi або стільниковий зв'язок за допомогою програми VoIP, наприклад, Skype. Пристрій має можливість диктування тексту, використовуючи ту саму технологію розпізнавання голосу, що і iPhone 4S. Диктування можливе за умови, якщо iPad підключений до Wi-Fi або стільникової мережі.
Пристрій має додаткову програму iBooks, яка відображає книги та інший контент у форматі ePub, завантажений із iBookstore. Декілька найбільших книговидавців, включаючи Penguin Books, HarperCollins, Simon & Schuster і Macmillan взяли на себе зобов'язання видавати книги для цього пристрою. Незважаючи на те, що iPad Mini є прямим конкурентом Amazon Kindle, і Barnes & Noble Nook, Amazon.com і Barnes & Noble пропонують додатки для читання книг для iPad.
17 вересня 2014 року вийшла iOS 8 для iPad Mini першого покоління та всіх пристроїв Apple. Однак деякі нові функції програмного забезпечення не підтримуються через відносно застаріле обладнання, яким використовувалось у iPad 2.
16 вересня 2015 року iPad Mini отримав оновлення до iOS 9, але він не має нової функції багатозадачності, представлених на інших iPad.
13 червня 2016 року Apple оголосила про оновлення до iOS 10 — з основними оновленнями мобільної операційної системи. Однак iPad Mini не отримав цього оновлення (разом з іншими пристроями, що використовують процесор A5, включаючи iPhone 4S, iPad 2, iPad (3-го покоління) та iPod Touch (5-го покоління)) через апаратні обмеження.
Незважаючи на те, що Apple зупинила оновлення iOS для iPad Mini, як очікували багато хто в галузі, це призвело до певної критики, оскільки пристрій продавався до червня 2015 р., а оновлення програмного забезпечення закінчилося у червні 2016 р.

### Апаратне забезпечення
На iPad Mini є чотири кнопки та один перемикач, включаючи кнопку «додому» біля дисплея, що повертає користувача на головний екран, і три алюмінієві кнопки праворуч і зверху: режим пробудження / сну; збільшення гучності та зменшення гучності, плюс програмно-керований комутатор, функція якого змінюється залежно від оновлень програмного забезпечення. Планшет виготовлявся як з можливістю зв'язку через стільникову мережу, так і без неї. Усі моделі можуть підключатися до бездротової локальної мережі за допомогою Wi-Fi. IPad Mini доступний з 16, 32, 64 ГБ вбудованої флеш-пам'яті, без можливості розширення. Apple продавала «комплект для підключення камери» з пристроєм для зчитування карток SD, але його можна використовувати лише для передачі фотографій та відео.
IPad Mini має частково ту саму конфігурацію, що і iPad 2. Обидва мають екрани з роздільною здатністю 1024 x 768, але iPad Mini має менший екран і, таким чином, вищу щільність пікселів, ніж iPad 2 (163 PPI проти 132 PPI). На відміну від iPad 2, він має 5-мегапіксельну та 1,2-мегапіксельну камери та роз'єм Lightning. Процесором у планшету був Apple A5, котрий був у пізній ревізії iPad 2 (32 нм). Аудіопроцесор такий самий, як і в iPhone 5 та iPad 4-го покоління, що дозволяє iPad Mini мати Siri та голосове диктування, на відміну від iPad 2. Графічний процесор iPad Mini такий самий, як і в iPad 2 (PowerVR SGX 543MP2). Спочатку iPad Mini був представлений у сланцевому та срібному кольорах, однак після випуску Mini 2 колір сланцю був змінений на космічний сірий; срібний колір залишився.

### Аксесуари
Смарт-чохол, представлений разом з iPad 2, є захистом екрану, який прикріплюється магнітом до його поверхні. Менша версія була доступна для iPad Mini 1, але пізніші моделі, включаючи iPad Mini 4, також використовують власний Smart Cover. Чохол має три складки, що дозволяють йому перетворюватися на підставку, скріплену магнітами. Розумні чохли мають дно з мікрофібри, яке очищає передню панель iPad і пробуджує пристрій, коли знімається кришка. Він поставляється в шести кольорах поліуретану.
Apple пропонує інші аксесуари, включаючи клавіатуру Bluetooth, кілька типів навушників або навушників та безліч адаптерів для роз'єму Lightning. AppleCare та безкоштовне гравірування також доступні для iPad Mini.

## Критика
Відгуки про iPad Mini першого покоління були позитивними за розмір девайсу, дизайн та доступність додатків, але критикували за роз'єм живлення, відсутність розширювання сховища та дисплея Retina. Пристрій конкурує з планшетами, такими як Amazon Kindle Fire HD, Google Nexus 7 та Barnes & Noble Nook HD. Джошуа Топольскі з The Verge високо оцінив промисловий дизайн iPad Mini, проте зазначив відсутність дисплея Retina та ціну.
- Порівняння планшетних комп'ютерів
- Список пристроїв iOS

## Хронологія
| Хронологія моделей iPad                     |
| ------------------------------------------- |
| Див. також: Хронологія продуктів Apple Inc. |

Джерело: Apple Newsroom Archive.